# 鶴襄
鶴 襄（つる のぼる、1915年1月25日 - 2006年12月21日）は、日本の教育者。学校法人鶴学園創設者。鶴学園名誉総長。

## 経歴
広島県広島市にて鶴家の四男として出生。父は旧制広陵中学校（現・広陵高等学校）、広島電機高等学校（現・広島国際学院高等学校）の設立に尽力した鶴虎太郎。その後、福岡県に移り、1932年福岡中学校(現福岡県立福岡高等学校)卒業。同期に麻生典太がいた。
広島県に戻り、芸備日日新聞(後に中国新聞社に吸収)に勤務。南満州鉄道にも勤めた。退職後は広島電機高等学校勤務を経て、広島高等電波学校(現・広島工業大学高等学校)、次いで学校法人鶴学園を創設した。
1963年に広島工業大学、旧広島高等学校及び附属中学校（現広島なぎさ中学校・高等学校）デネブ高等学校、広島工業大学専門学校
、なぎさ公園小学校等、数多くの学校教育機関の設立に携わった。広島工業大学では学長の職にも就いた。
倹約家であり、1984年には買い物袋の節約で環境問題を少しでも考えてもらおうと、「平和のつつみ」として、原爆ドームなどが描かれた風呂敷を配っていた。同様の運動として、後に小池百合子元環境大臣が「もったいない風呂敷」提唱している。
2006年12月21日に逝去。
その後、鶴の功績を称え、銅像が広島工業大学本館前庭に建てられている。

## 家族
- 祖父・鶴康治 ‐ 和算家・鶴康孝の子。柳河製紙取締役。[1]
- 父・鶴虎太郎（1870-） ‐ 教育者。福岡県柳川町に生まれ、1889年に尋常中学橘蔭学館卒業、地元小学校の教諭となり、1892年に広島に渡り、1896年に私塾「数理学舎」を設立、同塾が1907年に文部省認可の私立広陵中学校となり、同校校長を務めた[2]。日本メソヂスト教会の信徒でもあり、広陵中学内にあったミッション系の私立広島女学校の校長も務めた[3]。1927年には広島高等予備校を設立した[4]。
- 子・鶴衛（1957-） ‐ 学校法人鶴学園理事長。[5]

## 創設校
- 広島工業大学
- 広島工業大学専門学校
- 広島なぎさ中学校・高等学校
- 広島工業大学高等学校
- デネブ高等学校
- なぎさ公園小学校